# Niceforo Cabasilas
Niceforo Cabasilas (in greco Νικηφόρος Καβάσιλας?; fl. XI secolo) era un comandante militare bizantino.
Nel 1024 circa ricoprì la carica di dux di Thessalonike. Insieme a Davide di Ocrida, allo strategos di Samos e alla flotta del tema di Kibyrrhaioton, affrontò un'incursione dei Rus' nel Mar Egeo. Dopo aver forzato le difese bizantine ai Dardanelli, i Rus', forti di circa 800 uomini, erano approdati a Lemno, dove i comandanti bizantini li affrontarono. Fingendo di negoziare, i Bizantini si gettarono a sorpresa sui Rus' e li annientarono.